# Мужчина, которого слишком сильно любили
«Мужчина, которого слишком сильно любили» (фр. L'homme qu'on aimait trop) — французская драма, поставленная в 2014 году режиссёром Андре Тешине. Премьера фильма состоялась 21 мая 2014 года на 67-м Каннском кинофестивале, где фильм участвовал во внеконкурсной программе.

## Сюжет
Ницца, 1976 год. После неудачного брака Аньес Ле Ру (Адель Энель) возвращается из Африки к матери, Рене (Катрин Денев), владелице Казино Ле Пале. Молодая девушка влюбляется в поверенного в делах Рене, Мориса Агнеле (Гийом Кане), красавца-юриста, который старше её на 10 лет. У него есть другие привязанности; она же сгорает от любви к нему. Будучи одним из акционеров Казино, Аньес хочет продать свою наследственную долю, чтобы стать независимой, но её мать упорно отказывается. Из хранилища казино исчезают все деньги. Рене поступают угрозы. За всем этим стоит теневой делец мафии Фратони (Жан Корсо), изворотливый хозяин конкурирующего казино, который пытается прибрать к рукам Ле Пале. В самый разгар этого конфликта Морис переходит на сторону противника и знакомит Агнес с Фратони, который предлагает ей 3 миллиона франков за то, чтобы она проголосовала против своей матери. Агнес соглашается, Рене теряет контроль над казино. Агнес сожалеет о своей измене, Морис оставляет её.

## В ролях
| Гийом Кане         | — | Морис Агнеле       |
| Катрин Денев       | — | Рене Ле Ру         |
| Адель Энель        | — | Аньес Ле Ру        |
| Жюдит Шемла        | — | Франсуаза          |
| Мауро Конте        | — | Марио              |
| Жан Корсо          | — | Фратони            |
| Гюго Саблич        | — | взрослый сын Ангел |
| Жан-Пьер Гетти     | — | президент суда     |
| Паскаль Мерсье     | — | Гуэрин             |
| Тамара Де Линер    | — | Маделин            |
| Жан-Мари Тьерселен | — | Брио               |
| Петер Бонке        | — | директор банка     |
| Летиция Розье      | — | Анне               |
| Ноэль Симсоло      | — | адвокат Ангел      |
| Яне Реджала        | — | адвокат Рене       |

## Съёмки
Съёмки фильма, которые начались в мае 2013 года, проходили в Ментоне, Старой Ницце, четыре недели в Париже и в некоторых других местах. Часть средств для фильма была собрана с помощью краудфандинга.

## Дополнительные факты
Сюжет фильма основывается на мемуарах самой Рене Ле Ру, в которых она и рассказывала про своё противостояние с мафией. Во Франции интерес к этому скандальному делу не угасает и сегодня, хотя события разворачиваются ещё в 1970-х годах. Жан-Морис Агнеле, которому не один раз были выдвинуты обвинения, через несколько лет после начала конфликта был посажён в тюрьму.

## Признание
| Награды и номинации фильма «Человек, которого слишком сильно любили» | Награды и номинации фильма «Человек, которого слишком сильно любили» | Награды и номинации фильма «Человек, которого слишком сильно любили» | Награды и номинации фильма «Человек, которого слишком сильно любили» | Награды и номинации фильма «Человек, которого слишком сильно любили» | Награды и номинации фильма «Человек, которого слишком сильно любили» |
| Год                                                                  | Награда                                                              | Категория                                                            | Номинант                                                             | Результат                                                            |                                                                      |
| -------------------------------------------------------------------- | -------------------------------------------------------------------- | -------------------------------------------------------------------- | -------------------------------------------------------------------- | -------------------------------------------------------------------- | -------------------------------------------------------------------- |
| 2015                                                                 | Премия «Люмьер»                                                      | Лучшая мужская роль                                                  | Гийом Кане                                                           | Номинация                                                            |                                                                      |
| 2015                                                                 | Премия «Люмьер»                                                      | Лучшая женская роль                                                  | Адель Энель                                                          | Номинация                                                            |                                                                      |